# Liste der Monuments historiques in Xaronval
Die Liste der Monuments historiques in Xaronval führt die Monuments historiques in der französischen Gemeinde Xaronval auf.

## Liste der Objekte
| Bezeichnung      | Beschreibung | Standort                        | Kennzeichnung | Schutzstatus | Datum | Bild |
| ---------------- | ------------ | ------------------------------- | ------------- | ------------ | ----- | ---- |
| Prozessionskreuz | Bronze, 1615 | in der Kirche St-Nicolas (Lage) | PM88001022    | Classé       | 1964  |      |